# Bhangri Pratham Khanda
Bhangri Pratham Khanda é uma vila no distrito de Koch Bihar, no estado indiano de Bengala Ocidental.

## Demografia
Segundo o censo de 2001, Bhangri Pratham Khanda tinha uma população de 4113 habitantes. Os indivíduos do sexo masculino constituem 51% da população e os do sexo feminino 49%. Bhangri Pratham Khanda tem uma taxa de literacia de 69%, superior à média nacional de 59,5%; a literacia no sexo masculino é de 75% e no sexo feminino é de 63%. 12% da população está abaixo dos 6 anos de idade.